# Pablo Solchaga
Pablo Rubén Solchaga (nacido el 5 de octubre de 1976 en Buenos Aires, Argentina) es un exfutbolista argentino que se desempeñaba como delantero. Surgió de las inferiores del Almagro. Fue entrenador de All Boys donde logró convertir 95 goles como futbolista de dicha institución.

## Trayectoria

### Como jugador
Hizo inferiores en Almagro, donde comenzó su carrera e integró el plantel de Primera que obtuvo el ascenso a la Primera B Nacional.
En la Primera B Nacional jugó para Almagro cuatro temporadas seguidas.
Luego jugó para Estudiantes de Buenos Aires y obtuvo el un nuevo ascenso a la Primera B Nacional. En la temporada siguiente jugó en Talleres de Remedios de Escalada y luego fue a All Boys.
En el 2003 se fue a Israel, donde jugó para el Hapoel Tel Aviv y participó en la Copa de la UEFA 2003-04, pero volvió a All Boys (luego de una rotura de ligamento cruzado anterior en la pierna derecha) hasta el 2006.
En el 2006 fue a jugar media temporada en Deportivo Cuenca de Ecuador.

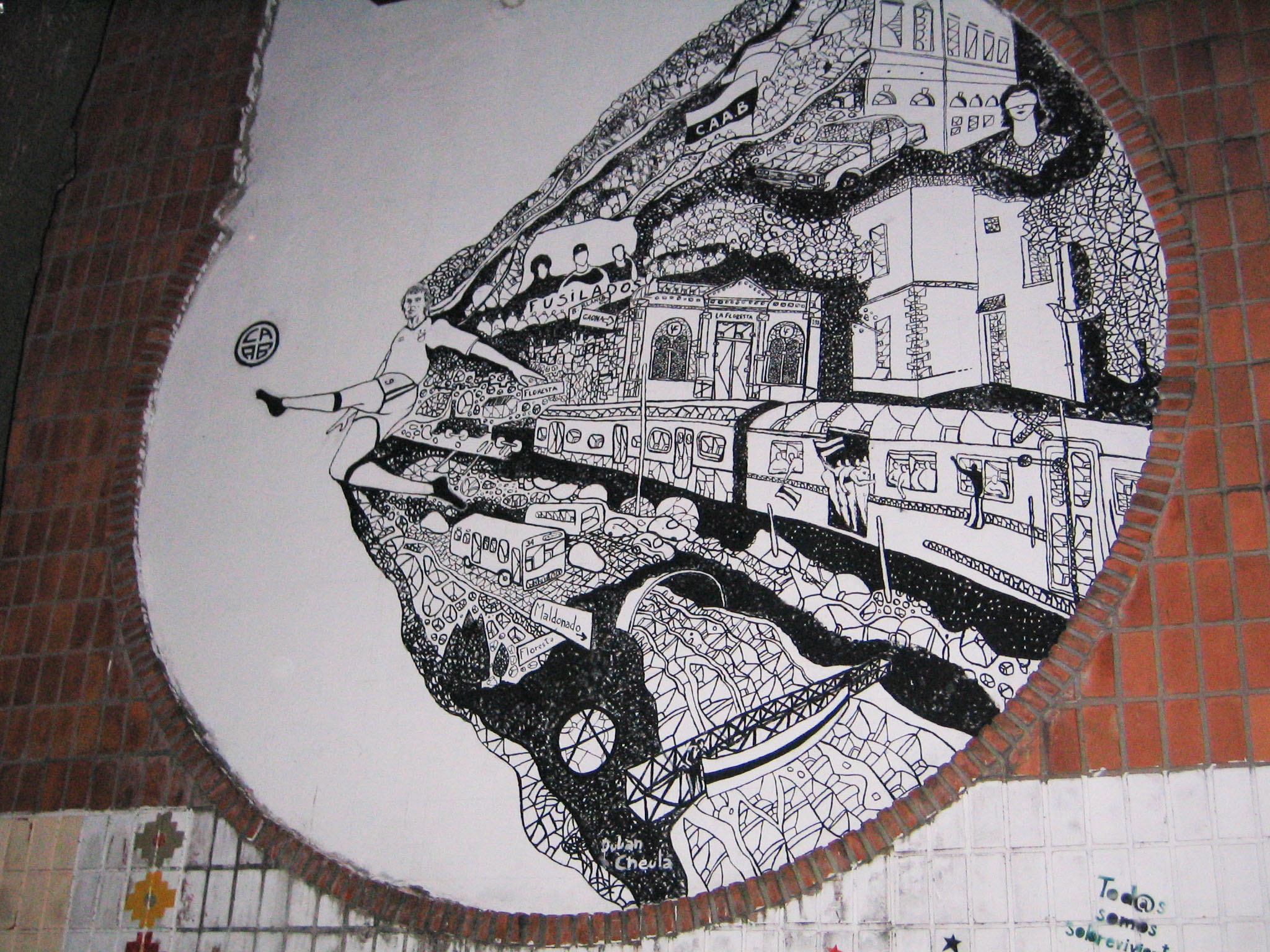
El mural El Peso de la Camiseta de Julián Cheula donde el jugador dibujado representa a Solchaga.

En el 2007 vuelve a All Boys donde consigue, con mucha participación en la primera parte del torneo, el ascenso a la Primera B Nacional estando lesionado.
En el 2010 consigue el ascenso a la Primera División de Argentina con pocas actuaciones y cumple su ciclo en el club de Floresta.
En 2010 juega 15 partidos en Los Andes, donde no cumplió las expectativas del entrenador.
A mediados del 2010 el jugador rescindió el contrato por supuestos aprietes de la barra, por las pocas oportunidades de jugar regresa a Estudiantes (BA). 
En enero de 2012 llega a El Porvenir de la Primera C, equipo en el cual jugó 14 partidos y marcó 1 gol.

### Como entrenador
En diciembre del 2012 terminó el curso de entrenador. Años más tarde comenzó su carrera de entrenador de manera no oficial, dirigiendo clubes de fútbol amateur de categorías sub-17 como las filiales de Matías Almeyda. A mediados del 2018 vuelve a All Boys para ser director técnico de reserva y coordinador de inferiores. El 2 de febrero del 2019 se hizo cargo del plantel profesional del Club Atlético All Boys debido a la renuncia del técnico Pablo De Muner. El 10 de febrero se confirmó desde la institución de Floresta la dupla técnica conformada por Pablo Solchaga y Gustavo Bartelt. El 20 de junio de 2019 logra el ascenso a la Primera Nacional, igualando a Pepe Romero en cantidad de ascensos en  la institución, 2 como jugador y 1 como director técnico.

## Clubes

### Como jugador
| Club             | País      | Año         |
| ---------------- | --------- | ----------- |
| Almagro          | Argentina | 1992 - 1999 |
| Estudiantes (BA) | Argentina | 1999 - 2000 |
| Talleres (RdE)   | Argentina | 2000 - 2001 |
| All Boys         | Argentina | 2001 - 2003 |
| Hapoel Tel Aviv  | Israel    | 2003 - 2004 |
| All Boys         | Argentina | 2004 - 2006 |
| Deportivo Cuenca | Ecuador   | 2006        |
| All Boys         | Argentina | 2007 - 2010 |
| Los Andes        | Argentina | 2010        |
| Estudiantes (BA) | Argentina | 2011        |
| El Porvenir      | Argentina | 2012        |

### Como entrenador
| Club     | País      | Año   | PJ | PG | PE | PP | GF | GC | DG  | EF%    |
| -------- | --------- | ----- | -- | -- | -- | -- | -- | -- | --- | ------ |
| All Boys | Argentina | 2019  | 28 | 10 | 6  | 12 | 30 | 35 | -5  | 42.86% |
| Fenix    | Argentina | 2022  | 18 | 4  | 6  | 8  | 14 | 19 | -5  | 33.33% |
| Total    | Total     | Total | 46 | 14 | 12 | 20 | 44 | 54 | -10 | 39.13% |

## Palmarés

### Campeonatos nacionales

#### Como jugador
| Título                                      | Club             | País      | Año  |
| ------------------------------------------- | ---------------- | --------- | ---- |
| Primera "B" Metropolitana (Torneo Clausura) | Almagro          | Argentina | 1995 |
| Primera "B" Metropolitana                   | Estudiantes (BA) | Argentina | 2000 |
| Primera "B" Metropolitana                   | All Boys         | Argentina | 2008 |

### Otros reconocimientos

#### Como jugador
| Título                     | Club     | País      | Año  |
| -------------------------- | -------- | --------- | ---- |
| Ascenso a Primera División | All Boys | Argentina | 2010 |

#### Como entrenador
| Título                     | Club     | País      | Año  |
| -------------------------- | -------- | --------- | ---- |
| Ascenso a Segunda División | All Boys | Argentina | 2019 |